# سرو قره‌باغ
سرو قره‌باغ یک اثر طبیعی ملی ایران است که در استان خراسان شمالی در ایران قرار دارد. این اثر طبیعی ملی طبق مصوبهٔ شمارهٔ ۵۵۹ در تاریخ ۱۳۸۸/۱۱/۱۱ در فهرست مناطق تحت حفاظت سازمان محیط زیست ایران قرار گرفت.